# Sylwester (metropolita sarski)
Sylwester (zm. 10 sierpnia?/20 sierpnia 1654) – rosyjski biskup prawosławny.
Od 1648 był przełożonym Monasteru Spaso-Andronikowskiego z godnością archimandryty. Według innych źródeł kierował monasterem Objawienia Pańskiego w Moskwie. 10 lipca 1653 miała miejsce jego chirotonia na biskupa sarskiego i podońskiego, po której natychmiast otrzymał godność metropolity. W 1654 brał udział w soborze biskupów, opracowującym zasady reformy liturgicznej zainicjowanej przez patriarchę Nikona. Zmarł miesiąc później w czasie epidemii.